# Ampelion rufaxilla
La cotinga crestacastana (Ampelion rufaxilla Tschudi, 1844) è una specie di uccello della famiglia dei Cotingidi, diffuso in Bolivia, Colombia, Ecuador e Perù.

## Habitat
Vive nella volta e ai margini delle foreste di montagna delle Ande, tra 1750 e 2700 m di altitudine.

## Descrizione
Misura tra 20,5 e 21 cm di lunghezza. Presenta becco azzurro-grigiastro con punta nera e iride rossa. La sommità del capo è nerastra, con una cresta nucale di piume color castano brillante. Guance, collo e gola sono color rosso cannella; il dorso è grigio-olivastro; la regione scapolare è castano brillante; le ali e la coda sono nerastre. La parte superiore del petto è grigia, mentre la parte restante e il ventre sono color giallo-verdastro chiaro, rigato da strisce nerastre.

## Tassonomia
Attualmente vengono riconosciute due sottospecie di cotinga crestacastana:
- A. r. antioquiae (Chapman, 1924)  - Colombia occidentale ed Ecuador settentrionale;
- A. r. rufaxilla (Tschudi, 1844) - Ecuador meridionale, Perù e Bolivia.